# ПМК-4

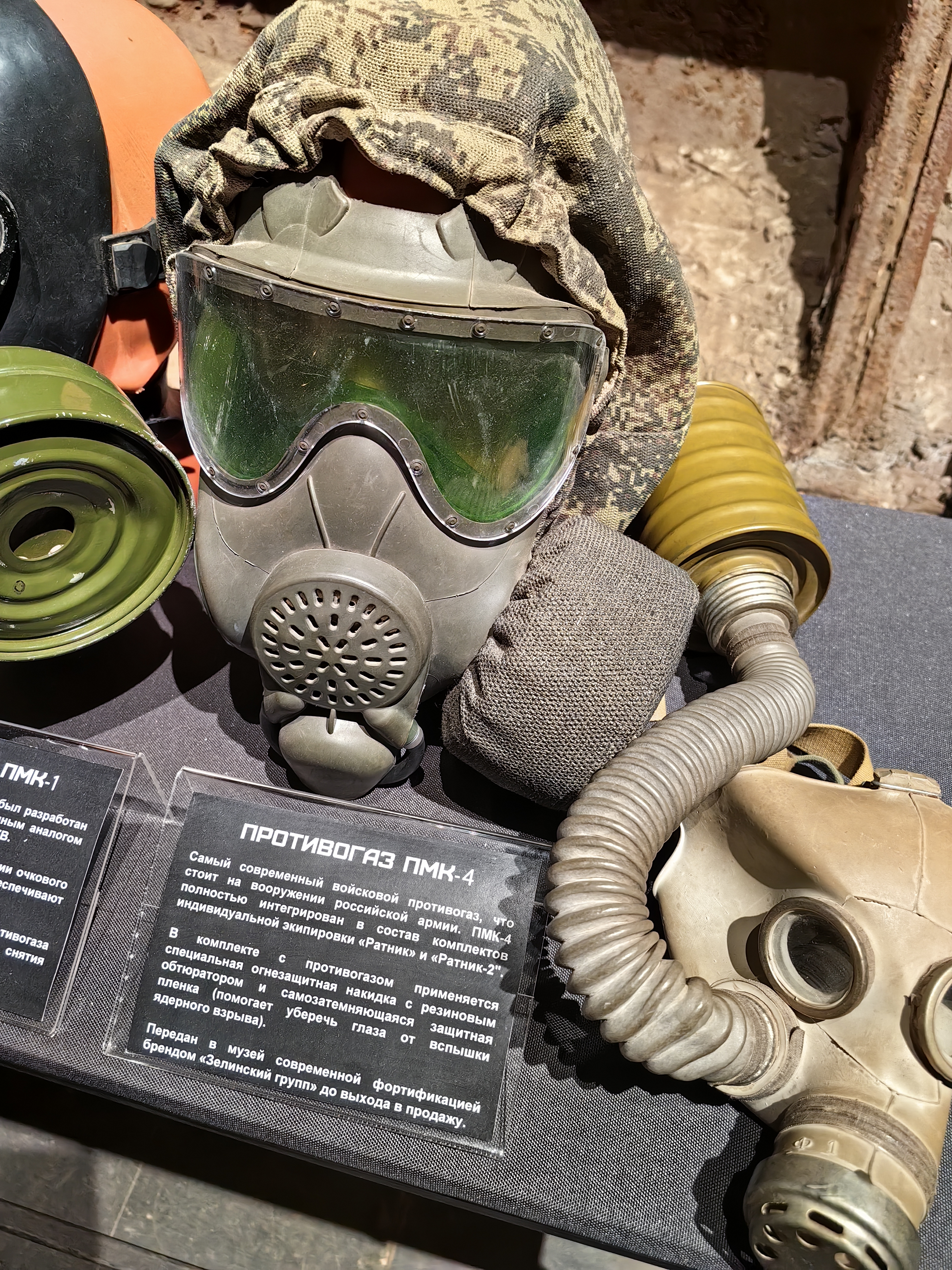
ПМК-4 в музее Бункер-703

ПМК-4 — российский противогаз, предназначенный для защиты органов дыхания от широкого спектра отравляющих веществ, биологического оружия, аэрозолей и пыли, в том числе радиоактивной. 

## История
Когда началось производство ПМК-4, точно не известно, но первые маски МБ-4 из комплекта противогаза датируются 2014—2015 годами. 
В августе 2016 года начальник войск РХБЗ ВС РФ генерал-майор Э. А. Черкасов сообщил о том, что разрабатывается новый армейский противогаз ПМК-4. После завершения испытаний, в июне 2017 года ПМК-4 был официально принят на снабжение вооружённых сил РФ. В августе 2017 года демонстрационный образец противогаза был представлен на выставке "Армия-2017". В том же 2017 году первые противогазы ПМК-4 начали поступать в войска.
Для нужд МВД и спецназа был создан аналог на основе маски МБ-4 — противогаз ПМК-С с лицевой частью МС-12, комплект которого защищал только от аэрозолей и слезоточивых газов.

## Описание
ПМК-4 полностью совместим со всем оборудованием комплекта брони «Ратник-2».
Шлем-маска противогаза ПМК-4 изготовлена из синтетического бутилкаучука и силикона отечественного производства. 
Маска имеет две интегрированных резьбы для присоединения фильтров, одна из которых закрыта заглушкой. Также, противогаз имеет переговорное устройство, которое устанавливалось на все противогазы серии ПМК, ГП-7 (кроме ГП-7ПМ), а также на лицевых частях ШМ-2012 и некоторых лицевых частях ШМП. Лицевая часть противогаза ПМК-4 оснащена привычным двойным клапаном выдоха, что также привычно для противогазов серии ПМК и ГП-7 (кроме ГП-7ПМ), однако имеет отличную от других лицевых частей конструкцию. Визор лицевой части ПМК-4 сделан полу-панорамным, то есть охватывает лишь верхнюю часть маски, но при этом у него отсутствует характерная для противогазов переносица. Благодаря этому слегка увеличен обзор, а также благодаря гибкому визору, вмонтированному прямо в материал маски, увеличивается гибкость и удобство маски. Противогаз совместим с тактическими очками, различными ПНВ, а также в противогаз с помощью дополнительной детали, идущей в комплекте, можно установить средства коррекции зрения. Противогаз совместим со многими шлемами, имеет удобный наголовник и быстрозатяжные крепления лямок. 
Фильтр из комплекта ПМК-4, названный ФПС-4п, обеспечивает защиту от военных отравляющих веществ, биологического оружия, различных газов, а также аэрозолей и пыли, в том числе радиоактивной. При использовании дополнительных защитных накладок противогаз также может защитить от светового излучения ядерного взрыва, а также визор противогаза может быть защищен от запотевания, помутнения и царапин.